# Jo Ann Davis

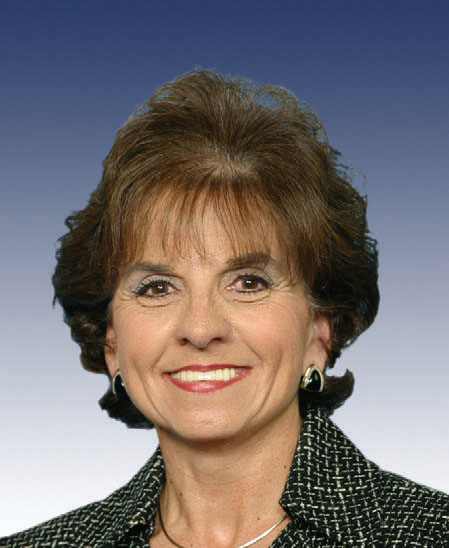
Jo Ann Davis (2005)

Jo Ann S. Davis (* 29. Juni 1950 im Rowan County, North Carolina; † 6. Oktober 2007 im Gloucester County, Virginia) war eine US-amerikanische Politikerin. Von 2001 bis 2007 vertrat sie den Bundesstaat Virginia im US-Repräsentantenhaus.

## Werdegang
Seit ihrem neunten Lebensjahr lebte Jo Ann Davis in Virginia. Dort besuchte sie das Hampton Roads Business College. Danach arbeitete sie in der Immobilienbranche. Auf diesem Gebiet gründete sie ihre eigene Firma. Gleichzeitig schlug sie als Mitglied der Republikanischen Partei eine politische Laufbahn ein. Von 1997 bis 2001 war sie Mitglied im Abgeordnetenhaus von Virginia.
Bei den Kongresswahlen des Jahres 2000 wurde Davis im ersten Wahlbezirk von Virginia in das US-Repräsentantenhaus in Washington, D.C. gewählt, wo sie am 3. Januar 2001 die Nachfolge des verstorbenen Herbert H. Bateman antrat. Dreimal wiedergewählt diente sie bis zu ihrem Tod im Oktober 2007 im Kongress. Im Repräsentantenhaus war sie zeitweise Mitglied im Streitkräfteausschuss, im Ausschuss für Internationale Beziehungen und im Geheimdienstausschuss. In ihre Zeit als Kongressabgeordnete fielen die Terroranschläge am 11. September 2001, der Irakkrieg und der Militäreinsatz in Afghanistan. Im Jahr 2002 stimmte sie für den Militäreinsatz im Irak. 
2005 erkrankte sie an Brustkrebs; dieser Krankheit erlag sie am 6. Oktober 2007. Ab 1974 war sie mit Chuck Davis verheiratet, mit dem sie zwei Söhne hatte.